# Шезму
Шезму, Шесму, Шезему, Шесему і Сесмен — божество демонічних бажань, вбивства, крові, масел для бальзамування, вина і пахощівв давньоєгипетській міфології. Був міцно пов'язаний з загробним культом: охороняв мумію від пошкоджень і карав грішників.
Як і у багатьох інших богів давнього Єгипту, у Шезму була різнопланова сутність. Він був як світлим, так і темним божеством, але не через те, що він був демоном. Для древніх єгиптян демони не завжди за своєю природою були злими істотами. Часто вони були вельми корисні. Він був названий «шезму», оскільки був молодшим у своєму ранзі божеством, через його відношення до загробного світу. Зображувався з пресом для виноробства.

## Роль
Шезму був відомий як винищувач злочинців, який з огидою кладе їх голови під винний прес, щоб отримати кров. Він був відомий як «кат Осіріса». Шезму входив до групи «богів смерті», тому іноді його супроводжували титулом «вбивця душ». Може здатися, що Шезму був жорстоким божеством загробного світу, проте він був вельми корисний для мертвих. Хоча він був суворим катом зла, він також був і великим захисником чеснот. Для Шезму здійснювали підношення у вигляді червоного вина за тих, хто помер. Крім вина, він відповідав за цілком земні об'єкти, такі як масла для бальзамування і пахощі.
На відміну від інших богів, в його обов'язки входило використання тіл і крові померлих для харчування (підтримання життя) фараона Уніса. Осіріс був тим, хто віддавав наказ Шезму використовувати кров лиходіїв для звернення її у вино. Таким чином Шезму іноді привласнювали титул «демон винного преса». Через близькість Шезму з червоним кольором його іноді ототожнювали зі злом. Стародавні єгиптяни боялися і ненавиділи червоний колір, оскільки він був не тільки кольором крові й смерті, але також був кольором бога хаосу Сета. Також червоний був кольором західного сонця, що ототожнювало його з настанням темряви і царствуванням змія-демона Апопа.
Шезму з'являвся в образі людини з головою лева, із забрудненими в крові іклами і гривою. Він носив пояс з людських черепів на талії.

## Зображення

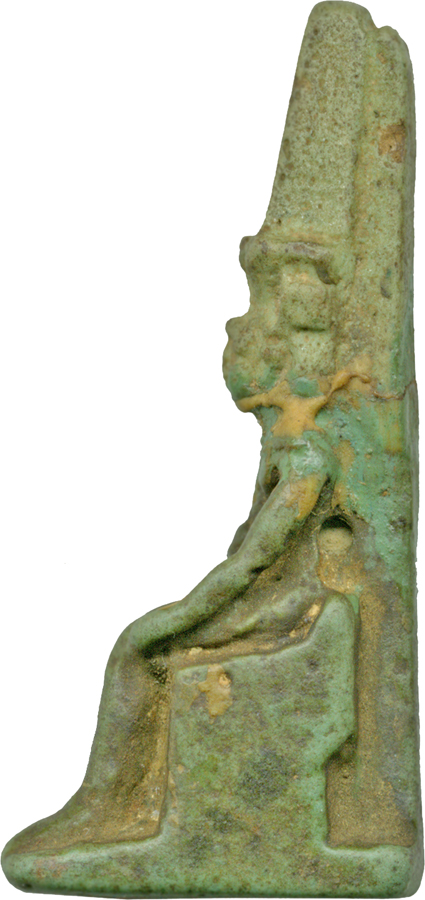
Левоголовий Нефертум.

Як і багатьох інших єгипетських божеств, Шезму зображували у вигляді людини, або у вигляді людини з головою сокола. Коли його ототожнювали з кров'ю і руйнуваннями, він приймав образ людини з головою лева. Можливо це стало сполучною ланкою між ним і богинею війни і помсти Сехмет. Крім того, його асоціювали з Нефертумом, завдяки його двояким проявам і зв'язком з пахощами.

## Місця поклоніння
Шезму мав двоякий вигляд, з одного боку він представляв собою велике зло, але на противагу йому — і добро. У багатьох місцях у нього був такий же високий статус, як і у Осіріса, і він шанувався як бог-захисник. Однак він також і викликав страх, оскільки був непохитним карателем проклятих. Він мав величний центр культу у Фаюмі, але місця його поклоніння також були широко поширені в Дендері і Едфу.

## Зміни

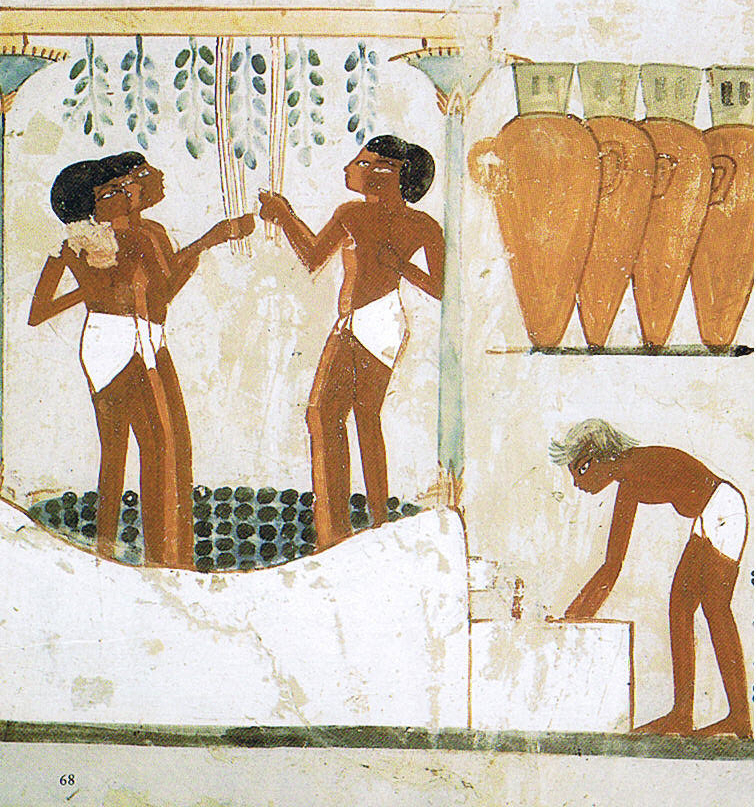
Процес тисняви винограду ногами. Зображення з гробниці Нахта.

Завдяки червоному кольору вино стало ототожнюватися з кров'ю, а Шезму називали паном крові. З тих пір вино уявлялося в образі чогось хорошого; ототожнення його з кров'ю було символом праведності, а вчинені ним дії знищували неправедність. Коли основною формою страти було відсікання голови, говорилося, що Шезму зривав голови лиходіїв і кидав їх під винний прес, щоб розчавити їх в червоному вині, яке в свою чергу віддавалася праведним померлим. Обезглавлення зазвичай проводилося, коли жертва лежала в спокійному стані, поклавши голову на дерев'яний брусок, виходячи з цього Шезму також називали «нищителем злих на бруску». У мистецтві ця сцена насильства показувала Шезму як левогоову людину з лютим виразом обличчя. У пізніші часи єгиптяни використовували винний прес не для виробництва вина, а для виготовлення масла. Для виробництва вина єгиптяни замість винного преса тиснули виноград ногами, що сприяло цілісності виноградних кісточок. Внаслідок цього Шезму став асоціювали з маслами для бальзамування і мазями, які використовували для збереження тіла і краси.